# Berosus spinosus
Berosus spinosus är en skalbaggsart som först beskrevs av Christian von Steven 1808.  Berosus spinosus ingår i släktet Berosus, och familjen palpbaggar. Arten är reproducerande i Sverige.